# Shannonomyia (Shannonomyia) dilatistyla
Shannonomyia (Shannonomyia) dilatistyla is een tweevleugelige uit de familie steltmuggen (Limoniidae). De soort komt voor in het Neotropisch gebied.